# Represa de Shingū
La represa de Shingu (新宮ダム Shingū-damu?) es una represa de Japón que se encuentra en la ciudad de Shikokuchuo, en el distrito Shingucho Umatate (新宮町馬立 Shingūchō Umatate?), en el curso inferior del río Dōzan (un afluente del río Yoshino).

## La segunda fuente hídrica de la región de Uma
El aprovechamiento de las aguas del río Dozan para la región de Uma (宇摩地方 Uma-chihō?) fue posible gracias a la construcción de la represa de Yanase en el año 1953. Sin embargo, la necesidad de una mayor reserva de agua llevó a, entre otras, las ciudades de Kawanoe, Iyomishima y Niihama a realizar estudios con el objetivo construir una segunda represa. En 1950 se presentó un proyecto general para la cuenca del río Yoshino, dentro del cual se contemplaba la construcción de la represa de Iwado (岩戸ダム Iwado-damu?) en el Río Dozan, aguas abajo de la represa de Yanase. Este proyecto se convirtió en la base de lo que posteriormente sería la represa de Shingu, ya que finalmente en 1966 se confirmó su construcción. 
Las obras se iniciaron en el año 1969, y en 1975 se finalizó su construcción. Ese mismo año se inauguraron varias obras importantes para el aprovechamiento de las aguas: las represas de Sameura e Ikeda (池田ダム Ikeda-damu?), y el acueducto que supliría de agua a la prefectura de Kagawa; la represa de Shingu fue inaugurada conjuntamente con el acueducto subterráneo que atraviesa la cordillera de Hōō, una obra complementaria.
Se trata de una represa de hormigón, su altura es de 42 m y tiene una extensión de 138 m. Es multifuncional, siendo utilizada para regular el caudal del río para evitar inundaciones, para la generación de energía hidroeléctrica, y para aprovisionar el agua utilizada para el riego de cultivos, para el consumo humano y para el uso industrial. Aproximadamente 100 viviendas quedaron bajo el nivel del agua por las obras.

## Ruta Nacional 319
Tras la finalización de las obras de la represa, también se realizaron mejoras en la Ruta Nacional 319 y se completó el Túnel Horikiri (堀切トンネル Horikiri-tonneru?), que atraviesa la Cordillera de Hoo. Este túnel le permitió empalmar con la Ruta Nacional 192, acceso directo a las ciudades de Kawanoe e Iyomishima. Además se construyó el Intercambiador Shingū de la Autovía de Kochi (高知自動車道 Kōchi Jidōshadō?), por lo que se mejoró también la comunicación hacia las prefecturas de Kagawa y Kochi.